# 케플러-11c

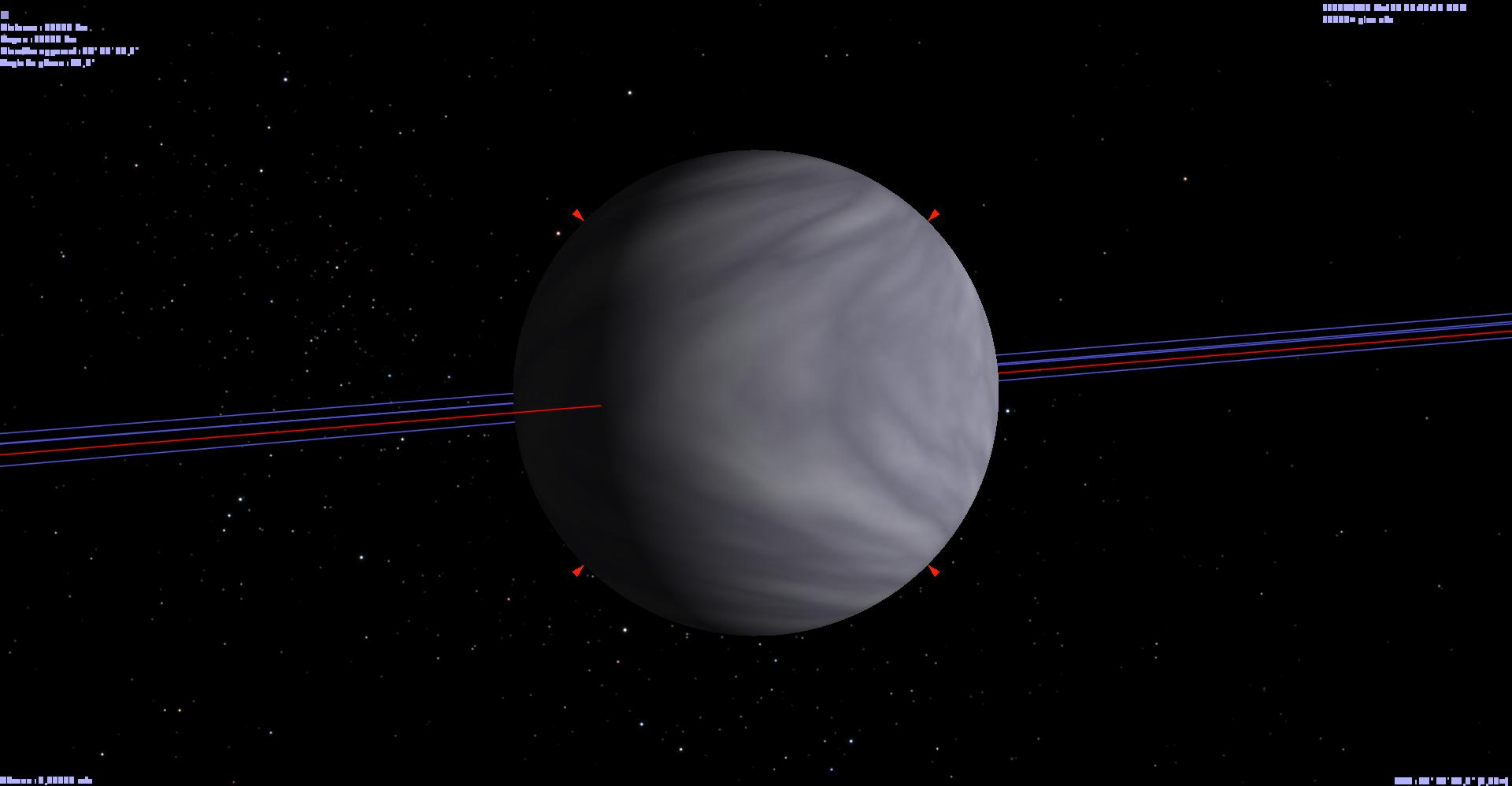

케플러-11c는 NASA의 케플러 망원경으로 발견한 외계 행성이다. 이 행성은 우리 태양과 비슷한 유사 태양 케플러-11을 돌고 있다. c는 형제 행성들 중 어머니 항성에서 두 번째로 가까이 있으며, 표면에는 얇은 수소-헬륨 대기와 함께 물이 있을 가능성이 크다. 케플러-11c는 어머니 항성을 10일에 한 바퀴 돌고 있으며 예측 밀도는 순수한 물의 약 두 배이다. 여기에서 c의 지름은 지구의 약 세 배에 질량은 13배 정도일 것임을 알 수 있다. 케플러-11c와 형제 행성 다섯 중 적어도 셋 이상이 우리 지구에서 봤을 때 어머니 항성 앞을 지나간다. 케플러-11 행성계는 지금까지 발견된 외계 행성계 중 구성원들의 공전궤도면이 가장 일치되어 있고, 행성들의 총질량이 가장 작은 계이기도 하다. 2011년 2월 2일 케플러-11c 및 형제 행성들의 발견이 공표되었고, 다음날 네이처에 실렸다.